# Staples (Minnesota)
Staples é uma cidade localizada no estado americano de Minnesota, no Condado de Todd e Condado de Wadena.

## Demografia
Segundo o censo americano de 2000, a sua população era de 3104 habitantes.
Em 2006, foi estimada uma população de 3082, um decréscimo de 22 (-0.7%).

## Geografia
De acordo com o United States Census Bureau, tem uma área de
11,7 km², dos quais 11,7 km² cobertos por terra e 0,0 km² cobertos por água. Staples localiza-se a aproximadamente 389 m acima do nível do mar.

## Localidades na vizinhança
O diagrama seguinte representa as localidades num raio de 24 km ao redor de Staples.